# Idaea macouma
Idaea macouma là một loài bướm đêm trong họ Geometridae.